# Cù lao Tròn
Cù lao Tròn hay Cồn Tròn, nằm ở phía đông Cần Thơ, là một trong ba cù lao nằm liền kề nhau tạo nên huyện Cù Lao Dung trước đây, cùng với Cù lao Dung và Cù lao Cồn Cộc. Cù lao Tròn nằm ở phía tây Cù lao Dung cù lao lớn nhất trong ba cù lao, ranh giới tự nhiên ở giữa là sông Cồn Tròn.

## Tự nhiên
Một bản đồ năm 1889 ghi tên là Cù lao Không. Cù lao được mở rộng liên tục nhờ lượng phù sa sông Hậu bồi đắp liên tục. Ban đầu cù lao phủ rừng ngập mặn, các cánh rừng cây chủ yếu là mấm (Avicennia sp.) và bần (Sonneratia sp.).

## Xã hội
Khoảng năm 1953, người dân đến khai hoang trồng trọt thành ruộng lúa và vườn cây ăn trái. Hầu hết Cù lao Tròn là đơn vị hành chính xã Đại Ân 1, một diện tích nhỏ cực bắc cù lao thuộc xã An Thạnh Tây.
Năm 2025, cù lao được phân chia lại, địa bàn thuộc hai xã là xã An Thạnh và xã Cù Lao Dung.